# Murray Corner
Murray Corner est un village du comté de Westmorland, au sud-est de la province canadienne du Nouveau-Brunswick. Le village a le statut de DSL. Le parc provincial de la Plage-Murray se trouve ici. Dans le cadre de la réforme de la gouvernance locale du 1er janvier 2023, le DSL a été annexé à la nouvelle communauté rurale de Strait Shores.

## Toponyme
Murray Corner est nommé ainsi possiblement en l'honneur de Pinquey Murray, le premier maître des postes en 1853 ou en l'honneur de David, Joseph, Andrew et John Murray, des Écossais qui s'établirent ici en 1822.

## Géographie
Murray Corner comprend les hameaux de Cadman Corner, Little Shemogue, Murray Corner, Murray Road, Smith Settlement et Spence Settlement.

### Géologie
Le sous-sol de Murray Corner est composé principalement de roches sédimentaires du groupe de Pictou datant du Pennsylvanien (entre 300 et 311 millions d'années).

## Histoire
Murray Corner est situé dans le territoire historique des Micmacs, plus précisément dans le district de Pigtogeoag ag Epegoitnag, aussi appelé Pictou, qui comprend une bonne partie du littoral du détroit de Northumberland, y compris l'Île-du-Prince-Édouard. Ce district, tout comme celui d'Esgigeoag, était sous l'autorité d'Onamag, autrement dit de l'île du Cap-Breton, et n'avait même parfois aucun chef.
Murray Corner est fondé par des Anglais vers 1820 ou 1821, qui sont rejoints par des colons en provenance d'autres localités du comté et aussi des immigrants écossais.

## Démographie
D'après le recensement de Statistique Canada, il y avait 393 habitants en 2006, comparativement à 367 en 2001, soit une hausse de 7,1 %. Il y a 538 logements privés, dont 173 occupés par des résidents habituels. Le village a une superficie de 87,62 km2 et une densité de population de 4,5 habitants au kilomètre carré.
| 2001 | 2006 | 2011 | 2016 |
| ---- | ---- | ---- | ---- |
| 367  | 393  | 356  | 368  |

## Économie
Entreprise Sud-Est, membre du Réseau Entreprise, a la responsabilité du développement économique.

## Administration

### Comité consultatif
En tant que district de services locaux, Murray Corner est administré directement par le Ministère des Gouvernements locaux du Nouveau-Brunswick, secondé par un comité consultatif élu composé de cinq membres dont un président.

### Commission de services régionaux
Murray Corner fait partie de la Région 7, une commission de services régionaux (CSR) devant commencer officiellement ses activités le 1er janvier 2013. Contrairement aux municipalités, les DSL sont représentés au conseil par un nombre de représentants proportionnel à leur population et leur assiette fiscale. Ces représentants sont élus par les présidents des DSL mais sont nommés par le gouvernement s'il n'y a pas assez de présidents en fonction. Les services obligatoirement offerts par les CSR sont l'aménagement régional, l'aménagement local dans le cas des DSL, la gestion des déchets solides, la planification des mesures d'urgence ainsi que la collaboration en matière de services de police, la planification et le partage des coûts des infrastructures régionales de sport, de loisirs et de culture; d'autres services pourraient s'ajouter à cette liste.

### Représentation et tendances politiques
Nouveau-Brunswick: Murray Corner fait partie de la circonscription provinciale de Tantramar, qui est représentée à l'Assemblée législative du Nouveau-Brunswick par Megan Mitton, du Parti vert du Nouveau-Brunswick. Elle est élue en 2018.
 Canada: Murray Corner fait partie de la circonscription fédérale de Beauséjour. Cette circonscription est représentée à la Chambre des communes du Canada par Dominic LeBlanc, du Parti libéral.

## Vivre à Murray Corner
Le détachement de la Gendarmerie royale du Canada le plus proche est situé à Port Elgin. Le bureau de poste le plus proche est quant à lui à Bayfield.
Les anglophones bénéficient des quotidiens Telegraph-Journal, publié à Saint-Jean et Times & Transcript, de Moncton. Ils ont aussi accès à l'hebdomadaire Sackville Tribune-Post, de Sackville. Les francophones bénéficient quant à eux du quotidien L'Acadie nouvelle, publié à Caraquet, ainsi que l'hebdomadaire L'Étoile, de Dieppe.